# Karl Westerström
Karl Konstans Westerström i riksdagen kallad Westerström i Riksten, född 21 maj 1881 i Vena socken, Kalmar län, död 10 augusti 1916 i Stockholm, var en svensk godsägare och politiker (högern).
Westerström tillhörde Lantmanna- och borgarpartiet och var ledamot av riksdagens andra kammare 1915-1916, invald i Stockholms läns södra valkrets. I riksdagen skrev han två egna motioner om jordbrukskreditkassornas organisation och om en enskild persons pension.